# HD 165190
HD 165190，又名CD-4312272，SAO 、HR 6750，是一颗恒星，视星等为5.77，位于銀經349.45，銀緯-10.86，其B1900.0坐标为赤經17h 59m 35.9s，赤緯-43° -10.86′ 48″。